# فدراسیون بین‌المللی چوگان
فدراسیون بین‌المللی چوگان (انگلیسی: Federation of International Polo یا به‌طور مخفف: FIP) یک فدراسیون بین‌المللی و نهاد اداره‌کنندهٔ ورزش چوگان است که به‌طور رسمی توسط کمیته بین‌المللی المپیک به رسمیت شناخته شده است. این فدراسیون در سال ۱۹۸۲ توسط نمایندگان یازده انجمن ملی چوگان تأسیس شد و نماینده انجمن‌های ملی چوگان بیش از ۸۰ کشور جهان است. هدف اصلی آن ارتقاء وجهه و جایگاه بین‌المللی چوگان است.
مقر این فدراسیون در بوئنوس آیرس، آرژانتین قرار دارد.

## عضویت

### گونه‌ها
- عضو کامل - ۴۸
  - رده A - کشورهایی که چوگان در آن‌ها توسعه یافته‌تر است - ۴ کشور
  - رده B - کشورهای با بیش از ۱۰۰ بازیکن ثبت نام شده، به استثنای رده آ - ۱۴ کشور
  - رده C - کشورهای با حداکثر ۱۰۰ بازیکن ثبت نام شده، به استثنای دسته بی - ۳۰ کشور
- اعضای متناظر - ۲۲
- اعضای مرتبط - ۱۲

### منطقه‌ها
- منطقه A - آمریکای شمالی و مرکزی - ۱۱ کشور
- منطقه B - آمریکای جنوبی - ۱۰ کشور
- منطقه C - اروپا - ۲۸ کشور
- منطقه D - شرق آسیا و اقیانوسیه - ۱۲ کشور
- منطقه E - آفریقا و غرب آسیا - ۲۱ کشور

## مسابقات قهرمانی جهان
| دوره    | سال  | میزبان       | برنده        |
| ------- | ---- | ------------ | ------------ |
| نخست    | ۱۹۸۷ | آرژانتین     | آرژانتین     |
| دوم     | ۱۹۸۹ | آلمان        | ایالات متحده |
| سوم     | ۱۹۹۲ | شیلی         | آرژانتین     |
| چهارم   | ۱۹۹۵ | سوئیس        | برزیل        |
| پنجم    | ۱۹۹۸ | ایالات متحده | آرژانتین     |
| ششم     | ۲۰۰۱ | استرالیا     | برزیل        |
| هفتم    | ۲۰۰۴ | فرانسه       | برزیل        |
| هشتم    | ۲۰۰۸ | مکزیک        | شیلی         |
| نهم     | ۲۰۱۱ | آرژانتین     | آرژانتین     |
| دهم     | ۲۰۱۵ | شیلی         | شیلی         |
| یازدهم  | ۲۰۱۷ | استرالیا     | آرژانتین     |
| دوازدهم | ۲۰۲۲ | ایالات متحده | اسپانیا      |